# جورج ماركاريان
جورج ماركاريان (بالفارسية: ژرژ مارکاریان)، وهو لاعب كرة قدم إيراني سابق ومركزه مهاجم، وينتمي للعرق الأرمني المسيحي، لعب مع نادي تاج الإيراني، وشارك مع منتخب بلاده في دورة الألعاب الآسيوية سنة 1951م، حيث أحتل جورج وزملائه الميدالية الفضية.